# 新聞休刊日
新聞休刊日（しんぶんきゅうかんび）、あるいは休刊日とは、新聞社があらかじめ新聞の製作を行わないと定めている日である。当該休刊日の夕刊および翌日の朝刊、当該休刊日が元日の場合は2日の夕刊が発行されない。また、当該休刊日の朝刊は、通常通りに発行されることに留意する。
新聞休刊日は、販売店の慰労や休暇および新聞社における輪転機や製作システムのメンテナンス作業に充てられる。新聞社の取材活動や記事の作成・編集は休刊日も体制を縮小して実施され、ウェブサイトの更新や号外の発行がなされる。
地方に多い合同販売店（複数の新聞社の新聞を取り扱う販売店）の従業員も休暇を取れるようにするため、各紙の休刊日は揃いやすい傾向にあるが、一律に決まっているわけではなく、新聞によって休刊日が異なることもある。

## 概要
この新聞休刊日は、1956年まで年2回、1957年から1967年まで年3回、1968年から1972年まで年4回、1973年からは祝日以外の日曜日にも新設され、年6 - 9回程度だったが、1991年から2001年までは以下のように毎月実施され、2002年から2017年までは後述する産経新聞の対応などにより、実施されない2か月を除いた（3月と4月又は8月）10か月に実施され、2018年は3月以外の毎月で実施され、2019年以降は毎月実施されている。
- 1月1日（元日。唯一の固定）
- 2月11日（建国記念の日。1970年に一度実施した後、1980年に新設（12日が日曜日か振替休日となる場合も該当する）。ただし、冬季オリンピックとの調整で第1日曜日（1984年は第3日曜日の19日）に実施している場合もあるが、実施されない年もあった。
- 3月20日又は21日春分の日。1949年に一度実施した後、1968年に新設。ただし、1970年は土曜日と重なるため2月11日に、1976年・1988年・1993年は21日、1981年・1982年・1987年は22日にそれぞれ実施したが、2007年から2018年までは休刊日は実施されなかった。2019年以降は第1日曜日もしくは第3日曜日に実施する場合もある。
- 4月第2日曜日（1992年新設、1995年・1999年は統一地方選挙の報道の関係で第1日曜日に実施したが、2003年から2015年までは統一地方選挙の年は休刊日は実施されなかった。2019年は、統一地方選挙の市長選挙と市議会議員選挙（いずれも政令指定都市を除く）の告示日や熊本地震の1回目の震度7を観測した日と重なるため、熊本日日新聞や大分合同新聞など[1]、一部の地方紙において休刊日を返上して発行したところがあり、対応が分かれた。2023年は第3日曜日に実施された）
- ゴールデンウィークの最終日（5月5日=こどもの日・6日・7日のいずれか。1953年新設だが、一時中断して1957年より再開。ただし1954年・1968年・1973年は3日の憲法記念日に〈1973年は土曜日と重なるため〉実施した。1986年は東京サミットと重なったため11日=第2日曜日に実施した。2022年以降はカレンダーの配置やイベントなどによっては第2日曜日に実施される場合もある）
- 6月第2日曜日（第3日曜日に実施した年もあった。FIFAワールドカップの関係で第1日曜日に実施したり、実施されない年もあった）
- 7月第2日曜日または第3月曜日（海の日。1973年新設だが一時中断した時期もあった。1991年・1992年・2014年は第1日曜日に実施した。参議院などの選挙が行われる場合はハッピーマンデーである海の日に実施している場合もあるが、実施されない年もあった。2022年は第4日曜日の24日に実施された）
- 8月第2日曜日（第1日曜日または第3日曜日に実施する年もあるが、2008年・2012年・2016年・2017年は実施されなかった）
- 9月23日または24日（秋分の日。1948年新設だが、一時中断して1954年より再開。ただし、1988年はソウルオリンピックとの調整で11日=第2日曜日に実施した。1972年は土曜日と重なるため15日の敬老の日に、1978年・1984年・1989年・1990年・1995年は翌日の24日にそれぞれ実施した。2005年は衆議院議員総選挙のため休刊日を返上していた。2009年は実施されなかった）
- 10月第2日曜日または月曜日（1991年新設。1977年頃までは第3日曜日に実施した年もあり、1978年・1979年には一部地域で10日の体育の日に実施している新聞もあった。1993年・1999年は11日（振替休日）に実施し、改正祝日法成立以降はハッピーマンデーであるスポーツの日（第2月曜日）に実施する事が多くなっているが、2001年・2007年・2012年は14日の日曜日に実施していた。2017年の衆議院議員総選挙は、一部の地方紙で休刊日を返上して発行したところがあり、対応が分かれた）
- 11月第2日曜日（第1日曜日または第3日曜日に実施した年もあったが、2003年から2005年は実施されなかった）
- 12月第3日曜日（1989年新設。2014年は衆議院議員総選挙のため休刊日を返上していた）

1965年3月までは、原則として年3回の新聞休刊日（元日、こどもの日、秋分の日）と年末年始を除き、日曜日も含めて夕刊が連日発行されており、元日以外の土曜日の新聞休刊日もあった。1955年9月24日・1961年9月23日（以上は両方共秋分の日）・1962年5月5日（こどもの日）の計3回だった（新聞販売店の配達員の休日確保の観点で日曜夕刊が廃止されて以降は上述通り土曜日が新聞休刊日の祝日と重複すれば明くる日曜日か直近の祝日に振り替えた場合がある。元日は曜日に関係なく休刊日となっている）。
1988年までは上記のうち4・7・10・12月の休刊日が設定されておらず、年8回の実施だった。それが1991年から毎月実施される様になり、新たに第2日曜日が加えられた。だが同年10月は読売新聞が新聞休刊日の増加に抗議して通常通り発行した事もあった。1992年から12月は第2日曜日に、10月は10日の体育の日（現・スポーツの日）にそれぞれ変更された。さらに1997年からは1月と5月（この両月は従来と同じ）を除く毎月の新聞休刊日を第2日曜日とし、元日を除き、当該日やその翌日の月曜日が祝日か振替休日となった場合はその日に振り替えるため、2000年以降の10月の休刊日はスポーツの日（第2月曜日）に行われる事が多い。
新聞休刊日に国政選挙やオリンピックなどの大行事が予定されている時は休刊日の日程を調整したりまたは、休刊日を設定しない月もある。
その年の日並びによっては、設定日をすべて日曜日に実施された年もあった（2012年はそれに該当した）。逆に、設定日の半分を日曜日以外の祝日（振替休日）に実施された年もあった（2008年（3・8月を除く10回中5回）・2019年はそれに該当した）。
2020年・2021年はハッピーマンデーの祝日のうち、海の日とスポーツの日が通常とは異なり2020年東京オリンピック開幕予定前日と当日にそれぞれ変更され、7月第3月曜日と10月第2月曜日が平日となったため、7月と10月の第2日曜日が休刊日に設定されていた。
休刊日に発行する朝刊は、最終面にテレビ番組表がある新聞では中面に翌日分と併せて掲載し、最終面の部分をユーキャンなどの全面広告に差し替えている（毎日新聞の場合、広告の左上に「○日（当日）のテレビ欄はA面、×日（翌日）のテレビ欄はB面にあります」を掲載している。同様に多くの新聞の社告では、（例）「テレビ欄はA-B面」「○日のテレビ欄はA面とC面、×日はB面とD面」（A-Dに掲載する当該ページ数）が記載されている。多くは見開きであるため、内側にある真ん中2ページで地上波・BS（NHKと在京キー系列）、外側でラジオと有料系を含む独立系BS・スカパー系のチャンネルを載せるパターンが多く、テレビ欄のみを抜き取って読めるように配慮しているものが多い。ただし、函館新聞や山口新聞は最終面に当日分、中面に翌日の北海道（前者）山口・福岡両県（後者）のテレビ局の番組表を掲載している。上毛新聞や山梨日日新聞などのように別刷りのものもある）。廃刊となったが、東京タイムズでは、休刊日のテレビの番組表は2日分を一頁にまとめて載せたことがある。
我が国の政府の働き方改革推進に伴い、奈良新聞が2019年9月から、三重県の伊勢新聞も2020年4月から、新聞協会制定の休刊日とは別に、原則として毎月第4土曜日を自主的な新聞休刊日とし、その翌日の日曜日付け朝刊を休刊とすることになった。
スポーツ新聞では一部の地域・新聞を除き駅売店（キヨスクなど）やコンビニエンスストアなどの売店専売の特別版として「即売特別版」（通算号数に加算しない号外扱い）を発行する事もある。11月の場合は各紙共『紅白歌合戦』の出演者を予想するのが恒例となっている。このスポーツ紙の場合も元日付けの翌日である1月2日は特別版を発行しないが、2020年については日刊スポーツのみが1月2日特報版を発売した。この即売特別版発行時に九州スポーツは「臨時即売版」、デイリースポーツとスポーツ報知は「特別版」、日刊スポーツは「特報版」、スポーツニッポンは「増刊」という言葉が追加される。
山形新聞や河北新報のように一部の休刊日を返上する新聞も稀にある（前者は積雪期の12〜3月及び5・8月以外の休刊日を返上、後者は2・3月の休刊日を返上する）。ただし、これらの場合でも1月2日付は休刊する。徳島新聞のように通年休刊日を返上する新聞も稀にある（例として、山形新聞が2000年問題の対策という名目で2000年1月2日の朝刊を通常発行した事があった）。
家庭で購読している読者には、新聞販売店から一部を除き休刊日告知チラシが朝刊と共に折り込まれる。
新聞社によっては、自分の誕生日に朝刊のコピーをもらえるサービスを行っているが、誕生日が休刊日の翌日に当たる場合、夕刊のコピーをサービスする事になっている（1月2日の場合は3日の朝刊）。

### 社告
- 以前は「きょう（あす）○日は新聞休刊日にあたりますので、（祝日の場合は"○日の夕刊と"も）×日の朝刊はお休みさせていただきます。ご了承下さい。」であった。その後「新聞休刊日にあたりますので」の文言を「新聞休刊日といたしますので」に変更した時代があった。
- 現在は新聞休刊日と朝刊休刊日に1日のズレがあり紛らわしいため、「きょう（あす）○日は新聞製作を休み、（○日の夕刊と）×日の朝刊は休刊とさせていただきます。ご了承下さい。」が多く、「新聞休刊日」という表現を用いない事が多くなっている（毎日新聞の場合、さらに「×日の夕刊は発行します。」も追加される。また1月は3日まで夕刊が休刊（発行される新聞・地域のみ）となるため「夕刊は1月4日より通常通り発行します」という件もある[10]）。
- スポーツ新聞では、休刊日付けの1面に「明日は特別版発行 宅配は休みます」の文言を掲載している（新聞により掲載されないものもある。ただし、元日付けは2日の新聞がない他、一部のスポーツ紙では特別版の発行がないことから上述の一般紙と同じ文章が使われる事が多い）。

### 新聞電子版
いわゆる「電子版」といわれるインターネット・携帯電話サイトでの更新は、原則として全国紙と多くの地方紙・スポーツ紙では休刊日も最新ニュースを随時更新しており、休刊日の社告でも「最新ニュースはインターネット・携帯電話サイト・新聞社系列放送局でも通常通りお伝えします」と説明が書かれている。しかし地方紙によっては休刊日の更新が行われない物もある。

### メディアの対応
かつては読売新聞社が日本テレビ系列（一部地域を除く）で休刊日明け（元日付けの翌日・1月2日は除く）の朝に『読売新聞ニュース・テレビ朝刊』を放送したこともあったが、1999年12月13日の放送をもって終了した（該当日の10時30分から15分間放送していた）。
産経新聞社が協力しているフジテレビも朝ニュース枠拡大前に、『FNNテレビ朝刊』を新聞休刊日の翌日に通常の15分枠から30分枠に特別に拡大したことがあった。

### 特別号外の発行
2006年10月9日=第2月曜日（体育の日）に起きた北朝鮮による核実験の発表のように、休刊日に突発的な大きな出来事が発生した場合には、各新聞社が通常の号外を配布するだけでなく、宅配向けに特別号外を発行する場合がある。

### 沖縄県の例外
沖縄県の地元2紙（琉球新報・沖縄タイムス）の場合、特に正月の休刊日のスケジュールは、全国紙や他県の地方紙（ブロック紙・県紙）とは異なっている。
2000年までは、1月1日（元日）の朝刊を発行した後、2日と3日の2日間を朝・夕刊とも休刊日に充て、4日から通常発行に戻していた。2001年からしばらくは、2紙とも3日付の新聞を発行していたが、最近では2000年までと同じスケジュールで発行している。かつては両社とも夕刊を発行していたが、1993年9月以降は、週休2日制の定着から、毎月第2土曜日が休刊日となっていた。
こうした事情があり、沖縄県内での朝刊休刊日は、月によって、全国紙や他県の地方紙（ブロック紙・県紙）の原則第2月曜日と異なり、第3月曜日や第4月曜日になる事がある（祝日の翌日及び休刊日非設定の月は除く）。
琉球新報はスポーツニッポン、沖縄タイムスは日刊スポーツとそれぞれ全国大手のスポーツ新聞と提携し、広告を沖縄のものに差し替えるなどして発行しているが（スポニチは「新報スポニチ」に改題）、2紙とも、朝刊休刊日の場合は提携スポーツ新聞も同時に休刊となる（その場合、同日午後に東京や大阪から空輸され、主要書店や一部コンビニ、那覇空港の売店で販売される本土発行のスポーツ新聞〈特別版〉を購入する事になる）。
先島諸島の地域新聞（いずれも朝刊のみ発行）では、八重山毎日新聞は毎週月曜日を、それ以外（宮古諸島の宮古毎日新聞・宮古新報、八重山諸島の八重山日報）は月2回・月曜日を休刊日に設定している（八重山毎日新聞も、2025年6月までは月2回・月曜日を休刊日としていた）。正月は1月4日までが休刊日であるほか、旧正月の「旧十六日祭」、ならびに旧盆の期間にも新聞社独自の休刊日が設定されている日もある。

### 中国新聞の例外
中国新聞（広島市）は、毎年5月3日〜5日に開催される「ひろしまフラワーフェスティバル」関連のため他の新聞とは異なり、6日にも新聞が発行されている（ただし、夕刊は3日間とも休刊）。ただし、2007年〜2009年は5月7日が新聞休刊日だったため発行されなかった。

### 聖教新聞の例外
「聖教新聞」は、新聞休刊日は各新聞社が決めた日を原則として休刊としている。12月30日・31日と1月2日・3日は年末年始のため休刊となる。

## 休刊日を巡る諸問題
2002年の2月から4月に掛けて、休刊日を巡る問題があった。
産経新聞は同年3月で首都圏向けの夕刊を廃止にする事を前年（2001年）8月に発表したが、それをPRすることを狙って2002年2月12日付け（この年は2月11日=建国記念の日が月曜日だったため翌火曜日にあたる12日の朝刊が休刊だった）にスポーツ紙の方式を採って駅売り専売の特別朝刊を発行することを決定した。
しかし、他紙がそれに疑問を投げ掛けたのか「2002年ソルトレークシティオリンピックの報道態勢を取るため」という理由を付けて特別朝刊（通算号数加算なし）を発行した。地域によっては宅配も行われた
さらに、翌3月10日の休刊日の翌日である11日も産経は駅売り専売の朝刊を発行したものの、他紙は通常と同じ通算号数に加算する朝刊を発行した（折りしもこの日は鈴木宗男議員の参考人質疑が開催された日でもあった）。
だが、産経の首都圏夕刊が休刊に入った4月に入ってからは14日の休刊日の翌日である15日に産経が駅売り朝刊を発行したのに対し、他紙は朝刊の発行を一切休み、5月以降は産経の駅売り朝刊が完全に中止された。6月2日の休刊日の翌日である3日もFIFAワールドカップ開催のために各紙が通常通り朝刊を発行した。

## 販売店の対応
新聞休刊日は、新聞販売店の慰労の目的が強く、実際休刊日以外には休暇を設けていない販売店が多い。その一方で労務管理上、週に1回以上の割合で休みを与えるよう、人員配置と体制作りを進めている販売店もあり、二極化している。